# Escándalo real del bacará
El Escándalo Real del Bacará, también conocido como el Asunto Tranby Croft, fue un escándalo de apuestas británico de finales del siglo XIX que involucraba al Príncipe de Gales, el futuro rey Eduardo VII. El escándalo comenzó durante una fiesta en casa en septiembre de 1890, cuando sir William Gordon-Cumming, un teniente coronel de la Guardia Escocesa, fue acusado de hacer trampa en el bacará.
Edward había sido invitado a quedarse en Tranby Croft, Yorkshire, el hogar de Arthur Wilson y su familia. Entre el grupo de Edward estaban sus consejeros, Lord Coventry y el teniente general Owen Williams; Gordon-Cumming, un amigo del príncipe, también fue invitado. En la primera noche, los invitados jugaron bacará, y Stanley Wilson pensó que vio a Gordon-Cumming jugando ilegalmente a su juego. Stanley informó a otros miembros de la familia Wilson, y acordaron vigilarlo la noche siguiente. Gordon-Cumming fue visto de nuevo actuando de manera sospechosa. Los miembros de la familia pidieron el consejo de los cortesanos reales que, con el acuerdo del príncipe, enfrentaron a Gordon-Cumming y lo presionaron para que firmara un documento que declaraba que nunca volvería a jugar a las cartas, a cambio del silencio de los invitados.
El secreto no se mantuvo por mucho tiempo, y Gordon-Cumming exigió una retractación de la familia Wilson, a quien consideraba culpable de divulgar las noticias. Se negaron, y él archivó un escrito por calumnia en febrero de 1891. A pesar de los esfuerzos de los cortesanos del príncipe para que el asunto fuera resuelto por un tribunal militar, el caso se escuchó en junio de 1891. La atmósfera en el juicio se describió como una especie de teatro, y Edward fue llamado como testigo, la primera vez que el heredero al trono había sido obligado a comparecer ante el tribunal desde 1411. El abogado principal de Gordon-Cumming, el procurador general Sir Edward Clarke, no persuadió a ninguno de los acusados a cambiar sus historias, pero destacó varias inexactitudes y serias discrepancias en sus pruebas. A pesar de un discurso de cierre que fue fuerte y bien considerado por Clarke en nombre de Gordon-Cumming, el resumen del juez fue descrito como parcial por algunos, y el jurado se pronunció en contra del teniente coronel Gordon-Cumming.
Gordon-Cumming fue despedido del ejército al día siguiente y fue excluido de la sociedad por el resto de su vida. Un líder de The Times declaró que "ha cometido una ofensa mortal. La sociedad no puede conocerlo más". La opinión pública estaba de su parte, y el príncipe fue más impopular durante varios años después. El asunto ha sido de subsecuente interés para los escritores; dos libros han examinado el asunto, y ha habido dos relatos ficticios de los eventos.

## Background

### Sir William Gordon-Cumming

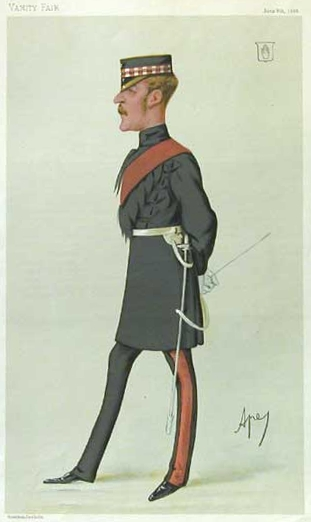
Gordon-Cumming. Vanity Fair, 1880

En el momento de los acontecimientos en la casa de campo Tranby Croft, Yorkshire, Sir William Gordon-Cumming era un teniente coronel de 42 años de edad en la Guardia Escocesa, después de haber servido en Sudáfrica (1879), Egipto (1882) y Sudán (1884-85).
El biógrafo de Gordon-Cumming, Jason Tomes, pensó que su tema poseía "audacia e ingenio (y) se glorifico en el sobrenombre del hombre más arrogante de Londres", mientras que Sporting Life lo describió como "posiblemente el hombre más guapo de Londres, y ciertamente el más rudo ". Además de las considerables posesiones de tierras en Escocia, Gordon-Cumming poseía una casa en Belgravia, Londres; era amigo del Príncipe de Gales, y se lo prestaba al príncipe para las asignaciones con amantes reales. Gordon-Cumming era un mujeriego, y declaró que su objetivo era "perforar" a los miembros del "sexo"; sus enlaces incluyeron a Lillie Langtry, Sarah Bernhardt y Lady Randolph Churchill. No estaba casado en el momento de los hechos y durante el caso judicial posterior.

### Eduardo, Príncipe de Gales; el set de la casa de Marlborough
Eduardo, Príncipe de Gales, estaba casado y era padre de 5 hijos a la edad de 49 años cuando visitó a Tranby Croft, tenía una historia relacionada con escándalos. En 1866 incurrió en la censura de su madre, la Reina Victoria, cuando se involucró con "el set de carrera rápida", y sus apuestas "dañaron su reputación" por lo que contribuyeron (a) la extendida impopularidad de la monarquía en este período ", según su biógrafo, Sidney Lee.
En abril de 1869, Sir Charles Mordaunt (1836-1897) supo que su esposa había tenido tres amantes, y que sus amantes incluían al heredero al trono. Aunque Mordaunt no llevó a cabo su amenaza de citar al príncipe como codemandado en el caso de divorcio posterior, Eduardo fue citado para comparecer ante el tribunal como testigo. Aunque Eduardo no quería aparecer, y la reina le escribió al Lord Canciller para ver si esto podía evitarse, la ley era tal que el heredero al trono podía verse obligado a comparecer si era necesario. El príncipe apareció voluntariamente y estuvo en la casilla de testigos durante siete minutos, durante los cuales negó haber tenido una relación sexual con la esposa de Mordaunt; por lo que dejó de ser interrogado. El biógrafo de Eduardo, Colin Matthew, escribió que "la audiencia coincidió con la crítica general de los comportamientos muy diferentes de la reina y el príncipe. Este último fue abucheado varias veces en público". A pesar del "tabú sobre la crítica abierta sobre las acciones (del príncipe), existía una corriente subyacente de insatisfacción" con él y sus acciones. Para Eduardo, aunque tales asuntos podían discutirse entre amigos, el escándalo debía evitarse siempre que fuera posible.
En 1890, el príncipe dejó de bailar, diciéndole a su hijo George "me estoy volviendo demasiado viejo y gordo para estas diversiones"; Reemplazó el baile con otras actividades, como asistir a la ópera y jugar bacará. Disfrutó tanto del bacará que, cuando viajaba, traía un juego de contadores de cuero, valorado por un lado, desde cinco chelines a £ 10 y grabado con sus plumas por el otro; los contadores habían sido un regalo de su amigo Reuben Sassoon, un miembro de la conocida familia de banqueros.
Alrededor del príncipe había una camarilla de moda conocida como Marlborough House, que lleva el nombre de la casa del príncipe que se encontraba por The Mall, Londres. El set era una mezcla de viejas familias tituladas y familias "plutocráticas y parvenus" con fortunas de la nueva industria, y Eduardo llevó a cabo una política activa para extender el círculo social de la familia real e incluir a nuevos industriales como el magnate naviero Arthur Wilson.

### Arthur Wilson y su familia

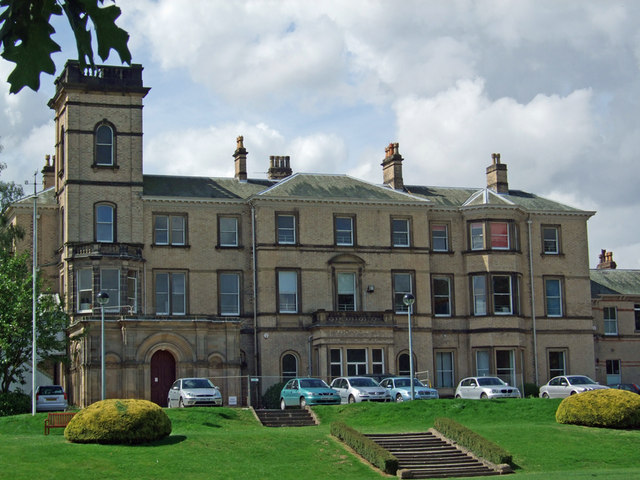
Tranby Croft, Yorkshire

Arthur Wilson de 52 años, era el propietario de un negocio de envíos con sede en Hull. Construyó su casa en Tranby Croft, en el Yorkshire del Este, como una casa de campo victoriana, y él y su familia se mudaron allí durante el verano de 1876. Además de su esposa Mary, también tuvo un hijo, Stanley Wilson, y una hija, Ethel; su esposo, Edward Lycett Green, era hijo del fabricante local y parlamentario, Sir Edward Green. Tomes informa que Gordon-Cumming pudo haber propuesto matrimonio previamente a Ethel Lycett Green.

### Apuestas y bacará en 1890
Bacará es un juego de hasta 20 jugadores, junto con un banquero y un crupier; se usan varios paquetes de cartas, dependiendo de la cantidad de jugadores. El valor del as para nueve cartas es su valor pip, mientras que las decenas y las cartas para el tribunal cuentan como cero. Un jugador recibe dos cartas y suma los pips combinados, descontando 10s y cartas de corte, y solo usa el valor de un dígito como puntaje: un Rey y un 6 equivalen a 16, pero su valor será 6; dos 8s equivalen a 16, y su valor también será 6. Dos cartas del juez contarán como cero, o bacará. La idea del juego es obtener 9 puntos. Un jugador puede pedir que se agregue una carta adicional a su mano. Las apuestas se realizan entre el jugador y el banco, con lo más cercano a llegar a 9 en una mano que recibe la apuesta.
En 1886, el Tribunal Superior de Justicia de Londres dictaminó en el caso Parks -Jenks v. Turpin- que el bacará era un juego de azar más que de habilidad, y que por lo tanto era ilegal cuando se trataba de juegos de apuestas. Al informar el caso, The Times describió el bacará como "un juego nuevo, en parte de azar, en el que se pueden perder £ 1,000 en 20 minutos". Después de que un abogado le pidiera al Ministro del Interior, Henry Matthews, aclarar la posición con respecto al bacará en clubes sociales y casas privadas, el funcionario del Ministerio del Interior Godfrey Lushington declaró que no había nada en el juicio que convirtiera el bacará en ilegal si no se jugase por dinero.
El exsecretario del Interior de las Sombras e historiador Roy Hattersley comenta que, aunque el bacará era ilegal, "era aún peor para muchos ingleses ver que (se pensaba) era muy popular en Francia".

## Visita a Tranby Croft

### Eventos preliminares
En los años que corren hasta 1890, el Príncipe de Gales visitó el hipódromo de Doncaster para la Copa Doncaster. En años anteriores se había quedado en Brantingham Thorpe con su amigo Christopher Sykes, el miembro conservador del parlamento para Beverley. Sykes se había topado con dificultades financieras y no podía permitirse alojar a Eduardo y Tranby Croft, por lo que el hogar de Arthur Wilson y su familia, se convirtió en el lugar de celebración. Después de consultar con el príncipe, los Wilson invitaron también al círculo íntimo de Edward, incluidos Sykes, Gordon-Cumming y los cortesanos del príncipe: el escudero Tyrwhitt Wilson, Lord Coventry, Lord Edward Somerset, el capitán Arthur Somerset -su primo- y el teniente general Owen Williams, junto con sus esposas. También acompañó al partido el teniente Berkeley Levett, un hermano oficial de Gordon-Cumming en la Guardia Escocesa y amigo de la familia Wilson.
Entre los invitados originalmente estaban Lord Brooke y su esposa Daisy; su padrastro murió dos días antes de que la fiesta se fuera de Londres, y ella y su esposo se retiraron del viaje. Daisy, la amante del príncipe en ese momento, era conocida por algunos periodistas como "balbuceante" de Brooke por su propensión a cotillear. El 6 de septiembre, Eduardo regresó temprano de viajar a Europa; visitó Harriet Street donde encontró a Daisy Brooke "en los brazos de Gordon-Cumming", lo que agrió la relación entre los dos hombres.

### Eventos del 8 al 11 de septiembre
Después de la cena del 8 de septiembre, los invitados de Tranby Croft escucharon música de Ethel Lycett Green hasta aproximadamente las 11 p. m., cuando el príncipe sugirió un juego de bacará. Aunque los Wilson no tenían una mesa de tamaño adecuado, Stanley Wilson improvisó, poniendo dos mesas de cartas junto a la mesa de la sala de fumar, todas de diferentes tamaños, y las cubrió con una tela de tapiz. Entre los jugadores de la tarde estaba el príncipe, que actuó como traficante; Sassoon, quien tomó el papel de banquero; y Gordon-Cumming. Sentado junto a Sassoon se encontraba Stanley Wilson, que estaba a la izquierda de Levett.
Cuando comenzó el juego, Gordon-Cumming discutió el tapiz con Wilson, comentando que los diferentes colores de la tela dificultaban ver los mostradores; Gordon-Cumming colocó un trozo de papel blanco frente a él sobre el cual colocar su estaca ahora altamente visible. Aunque muchos de los inexpertos jugaban por apuestas pequeñas, Gordon-Cumming estaba apostando entre £ 5 y £ 25 por un golpe de Estado; jugaba el sistema de apuestas coup de trois, en el cual si ganaba una mano con una apuesta de £ 5, agregaba sus ganancias a la apuesta, junto con otras £ 5, como la apuesta para la siguiente mano. Poco después de que comenzara la partida, Stanley Wilson creyó ver que Gordon-Cumming añadía dos fichas rojas de £ 5 en su apuesta después de que la mano terminara, pero antes de pagar la estaca, el cual es un método de hacer trampa conocido en los casinos como la poussette; después de pensar que esto había sucedido por segunda vez, Wilson se volvió hacia Levett y, según las transcripciones posteriores de la corte, susurró "¡Dios mío, Berkeley, esto es demasiado caliente!" Explicando además que "¡el hombre a mi lado está engañando!" Después de que Levett también observó durante unos minutos, aceptó y le dijo a Wilson que "esto es demasiado caliente". Después de media hora el juego se completó y el príncipe felicitó a Gordon-Cumming en su juego; el futuro rey también le pidió a la Sra. Wilson una mesa más adecuada para el día siguiente. Stanley Wilson ordenó al mayordomo que moviera una mesa más larga de tres pies de ancho y la cubriera con un tapete verde. Wilson luego discutió el engaño con Levett. Los dos hombres no estaban seguros de qué pasos dar, y acordaron que Stanley le pediría consejo a su cuñado, Lycett Green. Aunque Lycett Green pensó que era imposible que Gordon-Cumming hubiera engañado, Stanley le dijo que estaba seguro, al igual que Levett.
Al día siguiente, 9 de septiembre, los invitados visitaron las carreras, donde el caballo del príncipe ganó el Clumber Stakes. Después de la cena, el príncipe una vez más quiso jugar al bacará y pidió que se dibujara una línea de tiza en el tapete, a quince centímetros del borde, detrás del cual los jugadores debían guardar sus fichas cuando no colocaban su estaca. Eduardo era banquero y Williams actuó como el croupier. Cuando Gordon-Cumming llegó a la mesa, solo había dos asientos vacantes. En cualquiera de ellos, Gordon-Cumming estaría rodeado de miembros de la familia Wilson, todos los cuales habían sido informados de las sospechas de Stanley y Levett.
Después de media hora de juego, Lycett Green se convenció una vez más de que Gordon-Cumming estaba engañando. Salió de la mesa y le envió una nota a su suegra, todavía en la mesa, contando sus sospechas: no hizo nada. Para cuando terminó el juego, Mary Wilson, los dos Lycett Greens y Stanley Wilson -todos ellos habían estado observando de cerca a Gordon-Cumming- estaban convencidos de que había estado haciendo trampa, aunque diferían en sus versiones de lo que veían. Otros no vieron nada, incluyendo personas sentadas cerca de él, como el príncipe, Lady Coventry (sentada al lado de Gordon-Cumming) y Levett (sentado frente a él). . Durante las dos noches de juego, Gordon-Cumming ganó un total de £ 225.
El hermano de Mary Wilson murió inesperadamente esa noche en Hull; aunque ella y su esposo no asistieron a la carrera del segundo día, les pidieron a todos los demás invitados que no interrumpieran los planes, y el resto de la fiesta asistió, mirando el St Leger Stakes. Durante el viaje al hipódromo, Lycett Green le pidió consejo a Edward Somerset, diciéndole al par que varios miembros del grupo estaban convencidos de la culpabilidad de Gordon-Cumming. Edward Somerset decidió consultar a su primo, Arthur Somerset, y los dos hombres sugirieron que Lycett Green informara al principal cortesano del príncipe, Lord Coventry.
Cuando la fiesta regresó a Tranby Croft esa noche, Lycett Green, Stanley Wilson y Somersets se encontraron con Coventry; Levett se negó a asistir. Después de que Lycett Green le contara a Coventry lo que había visto, este último convocó a Williams, que era amigo mutuo tanto del príncipe como de Gordon-Cumming. Lycett Green repitió la acusación una vez más. Williams luego contó que estaba "conmocionado y abrumado por una sensación de calamidad", y dijo que Eduardo debería ser informado de inmediato. Hubo un desacuerdo entre los cortesanos sobre si decirle al príncipe; Coventry y Wilson ambos pensaron que era el movimiento correcto, pero Arthur Somerset sintió que el asunto podría y debería ser tratado por los presentes. Más tarde se convenció de que informar al príncipe era el curso de acción correcto. Lycett Green se volvió más belicoso a lo largo de las discusiones y amenazó con acusar a Gordon-Cumming en público en las carreras del día siguiente; también afirmó que "no seré parte en dejar que Gordon-Cumming se aproveche de la sociedad en el futuro". Los hombres decidieron que Gordon-Cumming debía firmar un documento admitiendo su culpa a cambio de su silencio, y Williams y Coventry fueron a Eduardo para informarle de lo que había estado sucediendo. Los dos hombres le dijeron al príncipe que "la evidencia que habían escuchado era absolutamente concluyente y no creían que Sir William Gordon-Cumming tuviera una pierna para sostenerse".
El príncipe creía lo que sus cortesanos le habían dicho, y también suponía que se había cometido alguna trampa; más tarde dijo que, con las acusaciones de cinco testigos, creyó lo peor de su amigo de inmediato. En ningún momento, ninguno de los interesados había investigado la situación más de cerca, preguntando a otros presentes o buscando el lado de los sucesos de Gordon-Cumming, pero habían creído en los acontecimientos que les contaron Lycett Green y Stanley Wilson. Después de informar al príncipe, los dos cortesanos buscaron al acusado y le informaron de lo que se había dicho. Coventry le dio la noticia, diciendo que "ha ocurrido algo muy desagradable en esta casa. Algunas personas que se quedan aquí se oponen ... a la forma en que juegas al bacará", y que la acusación era que él tenía era recurrir al juego sucio durante el juego. Gordon-Cumming negó la acusación, preguntando "¿Crees en las declaraciones de un grupo de niños inexpertos?", Y exigió ver al príncipe.
Después de la cena, los invitados firmaron el libro de visitas, después el príncipe, acompañado por Coventry, Williams y los dos Somersets, recibió a Lycett Green y los otros acusadores. Después de escuchar lo que tenían que decir, el príncipe despidió a todos, excepto Coventry y Williams, y llamó a Gordon-Cumming, quien le dijo a Eduardo que la acusación era "asquerosa y abominable"; el príncipe señaló que "hay cinco acusadores contra usted". Gordon-Cumming luego se retiró mientras el partido real discutía cuáles serían los siguientes pasos. Regresó después de media hora para encontrar a los dos cortesanos, quienes lo instaron a firmar un documento que habían redactado. Bajo presión, y aún negando las acusaciones, Gordon-Cumming firmó el documento sin saber quién más lo firmaría después.

"En consideración a la promesa hecha por los caballeros cuyos nombres están suscritos para preservar mi silencio con referencia a una acusación que se ha hecho con respecto a mi conducta en el baccarat en las noches de lunes y martes 8 y 9 en Tranby Croft, Por mi parte, solemnemente me comprometo a nunca volver a jugar a las cartas mientras viva ".
- W. Gordon Cumming

Los cortesanos llevaron el documento a Eduardo, quien convocó a los otros miembros de la casa; les leyó la nota y la firmó, señalando a todos que la promesa del secreto incumbía a todos ellos. También añadió que Gordon-Cumming seguía protestando por su inocencia, a pesar de firmar un documento que "prácticamente admitía su culpabilidad". El periódico fue firmado por los hombres presentes: el príncipe, Coventry, Williams, Wilson y su hijo, ambos Somersets, Lycett Green, Levett y Sassoon. Aunque el príncipe esperaba que esto pusiera fin al asunto, Arthur Somerset señaló que no permanecería en secreto. Eduardo le preguntó "¿ni siquiera cuando los caballeros han dado su palabra de no divulgarlo?"; Somerset respondió que "es imposible, señor. Nunca se mantuvo en secreto nada en el mundo conocido por diez personas".
Siguiendo el consejo de Williams, Gordon-Cumming dejó Tranby Croft a primera hora de la mañana siguiente, el 11 de septiembre; dejó una carta a Mary Wilson disculpándose por su partida anticipada, y otra por Williams, nuevamente declarando su inocencia, pero reconociendo que "es esencial evitar una disputa abierta y el escándalo que surja de ella".

## Desarrollo: el camino a la corte

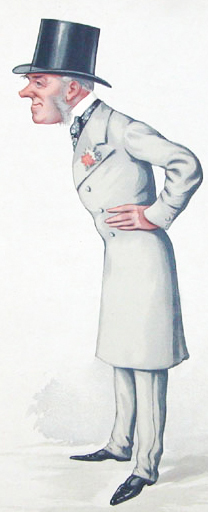
Lord Coventry, asesor del príncipe en Tranby Croft

Una vez que regresó a Londres, Gordon-Cumming recibió una respuesta a la carta que le había escrito a Williams. Firmado por el príncipe, Coventry y Williams, la nota le aconsejaba que "debe comprender claramente que ante la abrumadora evidencia contra usted, es inútil intentar negar las acusaciones". Gordon-Cumming le escribió a Eduardo con una "última apelación para mostrar cuán absolutamente está en su poder absolutamente condenado, moral y físicamente, alguien que alguna vez haya sido un sujeto leal y devoto": no fue respondido por el príncipe y los cortesanos.
En lugar de buscar un gran juego en el extranjero, como solía hacer durante los meses de invierno, Gordon-Cumming permaneció en Gran Bretaña y pasó tiempo en Londres y en su propiedad escocesa. También fue visto en presencia de una heredera estadounidense, Florence Garner, y los dos se comprometieron. El 27 de diciembre recibió un mensaje anónimo de París que decía: "Están empezando a hablar mucho de ... tu triste aventura ... Hablaron demasiado en Inglaterra". Le envió el mensaje a Williams y le pidió que dejara al príncipe saber el contenido.
Una quincena más tarde, Gordon-Cumming fue informado por una señora conocida de que los acontecimientos en Tranby Croft se estaban discutiendo en la sociedad de Londres; nuevamente le escribió a Williams para informarle acerca de los desarrollos y recibió una respuesta insatisfactoria. Gordon-Cumming luego envió un telegrama al príncipe pidiéndole que se reuniera y le informara que "la información que he recibido recientemente en el sentido de que toda la historia es tema de comentarios en el Turf Club ... la promesa de secreto se ha roto por los interesados ". Aunque Eduardo recibió el mensaje, se negó a reunirse. Después de la respuesta negativa del príncipe, Gordon-Cumming perdió la paciencia y decidió luchar contra la situación. Él liberó a su prometida de su compromiso y luego visitó a sus abogados, Wontner & Sons. Wontners tenía un poco de conocimiento de la ley que rodea el bacará, ya que habían estado involucrados anteriormente en el caso Jenks v. Turpin.
Siguiendo el consejo de sus abogados, Gordon-Cumming obtuvo un resumen escrito de los hechos de Coventry y Williams, e informó a su comandante, el coronel Stacey, de la situación. Stacey le dijo a Gordon-Cumming que, de acuerdo con el Artículo 41 del Reglamento de la Reina, ya debería haber informado sobre el asunto. Gordon-Cumming respondió que debido a que el príncipe había estado involucrado, y debido a que todos los presentes habían jurado guardar el secreto, no había podido cumplir con el requisito del Reglamento. Luego "colocó su comisión en manos de Stacey a la espera del resultado de ... la acción".

Como el asunto involucraba al príncipe, Stacey consultó a otros oficiales en el regimiento sobre lo que debía hacerse, y descubrió que la opinión estaba dividida entre permitir que Gordon-Cumming permaneciera en el regimiento mientras se defendía o lo eliminaba de inmediato. Al coronel de la Guardia Escocesa, el hermano menor del príncipe, el duque de Connaught, también se le preguntó: según Havers, Grayson y Shankland, el duque "insistió en que Gordon-Cumming debía ser aplastado". Stacey no estuvo de acuerdo, y pensó que toda la historia debía ser presentada antes de tomar tal decisión. Informó de la situación al Ayudante General de las Fuerzas, el general Sir Redvers Buller, y solicitó permiso para que Gordon-Cumming se jubilara con medio sueldo. Buller aceptó la solicitud, pero declaró que si la acción legal de Gordon-Cumming fracasaba, el permiso sería revisado. Stacey transmitió el mensaje a Gordon-Cumming y le dijo que la firma de la nota era un error: "Como usted firmó ese documento, nunca va a poner una espada en el regimiento. Si lleva a cabo una acción exitosa, se le permitirá retirarse: si fallas, serás despedido del servicio ". El duque de Connaught desaprobaba enérgicamente la decisión de Buller, y se retiró a Portsmouth, negándose a volver a verse atraído por el asunto, incluso después de que su hermano pidiera más asesoramiento.

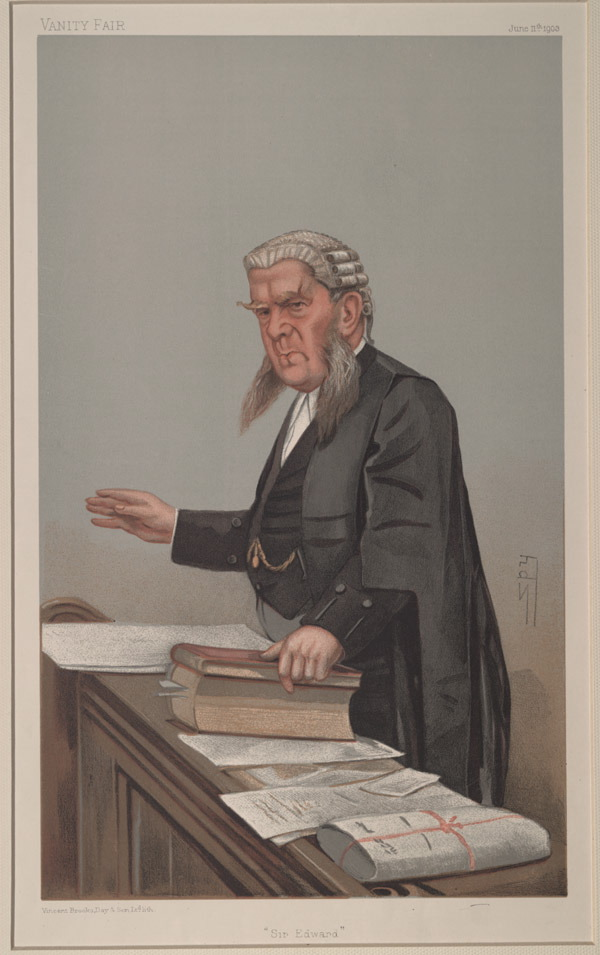
El consejero de Gordon-Cumming, el Solicitor General, Sir Edward Clarke. 1911

El 27 de enero, Gordon-Cumming hizo un último intento para intentar que los rumores se esclarecieran y ordenó a sus abogados que escribieran a los dos Lycett Greens, Stanley Wilson, Levett y Mary Wilson, para exigir la retractación de la acusación o enfrentar un pedido por difamación. El 6 de febrero, sin retirada próxima, Gordon-Cumming emitió recursos contra los cinco, reclamando £ 5,000 contra cada uno de ellos.
Al recibir el escrito, Wilson consultó a su abogado George Lewis, que también había actuado para el príncipe en ocasiones anteriores. Lewis informó a Sir Charles Russell para que actuara como abogado defensor, con la asistencia de H. H. Asquith, el futuro primer ministro liberal. Wontner & Sons se acercó al procurador general, Sir Edward Clarke, para actuar como asesor en nombre de Gordon-Cumming. Una de las primeras preocupaciones de Lewis fue asegurarse de que Eduardo no apareciera en el tribunal. Si Gordon-Cumming pudiera ser declarado culpable por un tribunal militar, entonces la razón de ser de un caso judicial desaparecería. Lewis le pidió a Coventry y Williams que volvieran a plantear el tema con Buller, quien rechazó sus súplicas. Buller explicó su decisión en una carta al secretario de la reina, Sir Henry Ponsonby, escribiendo que "me negué absolutamente a tomar medidas contra ... Gordon-Cumming sobre los rumores de la calle".
Después de que Buller recibiera una carta de Wontners confirmando que se estaba llevando a cabo una acción civil, consultó al Juez Abogado General, quien le informó que no se realizaría ninguna investigación militar mientras se desarrollaba tal caso. Lewis intentó persuadir al Club de Guardias, del cual Gordon-Cumming era miembro, para que llevara a cabo una investigación de los hechos, lo que habría negado la necesidad de un juicio. Un voto de los miembros rechazó la posibilidad, y el juicio civil siguió siendo el resultado. El príncipe estaba furioso con los Guardias, y le escribió a Ponsonby que "la decisión del Club de Guardias es un golpe terrible para los Guardias Escoceses, y siento mucho más por los oficiales que tienen el honor de su regimiento de corazón".
Los periodistas sacaron sus propias conclusiones de las maniobras del príncipe y su séquito, y la prensa radical rápidamente atacó los intentos de evitar el escrutinio de un tribunal civil. The Echo escribió que "El escándalo de Bacará debe ser silenciado ... Es, sin duda, un arreglo muy cómodo para todas las partes involucradas", mientras que incluso The New York Times, normalmente comprensivo con Eduardo, previó problemas políticos si el juicio fue perjudicado por tales acciones.
Se decidió que el caso sería escuchado por el Lord Chief Justice, Lord Coleridge. Su corte en los Reales Tribunales de Justicia, Londres, se convirtió para acomodar el caso elevando la altura del banco y la caja de los testigos e instalando nuevos asientos. En mayo se anunció que el caso comenzaría el 1 de junio, y que la entrada al tribunal sería solo por boleto.

## Juicio
Los boletos comenzaron a venderse a las 9:30 a. m., y el tribunal estaba lleno media hora antes de su hora de inicio que era las 11 a. m. El príncipe se sentó en una silla de cuero rojo en una plataforma elevada entre el juez y el estrado de los testigos; desde 1411 fue la última vez que un heredero del trono apareció involuntariamente en la corte. El Pall Mall Gazette declaró que "el tribunal presentó una aparición que, salvo por la dignidad de sus propios accesorios y sus filas de libros de leyes de aspecto docto, podría haberse tomado como un teatro en una matinée de moda", con las damas de la sociedad mirando los procedimientos con gafas de ópera. El corresponsal de The Manchester Guardian describió la apertura del caso como "en presencia de una asamblea cuidadosamente seleccionada y de moda", mientras que Clarke escribió más tarde que "la corte tenía una apariencia extraña. Lord Coleridge se había apropiado de la mitad de la galería pública, y había dado boletos a sus amigos ".
Clarke abrió el caso para el demandante y le dijo al jurado que "es una pregunta simple, sí o no, ¿Sir William Gordon-Cumming hizo trampa?" Después de describir los antecedentes y el historial de Gordon-Cumming, explicó las reglas del bacará, que describió como "el modo más poco inteligente de perder su propio dinero, o conseguir el de alguien más, que he oído". Clarke también describió el sistema coup de trois de Gordon-Cumming de hacer apuestas que, según explicó, podrían haber sido confundidas por jugadores inexpertos como trampa, en lugar de un método correcto de apostar. Después de su discurso de apertura, Clarke cuestionó a Gordon-Cumming, y su enfoque fue mostrar que Gordon-Cumming "era un hombre de honor que había sido sacrificado para salvar a los cortesanos".
Después de un receso para el almuerzo, Gordon-Cumming regresó al estrado de los testigos, donde Russell lo interrogó. Durante la sesión, Russell proporcionó un modelo de la mesa utilizada y una fotografía de la habitación, y preguntó a Gordon-Cumming sobre las apuestas en las que se sospechaba que había trampas. Russell también le preguntó por qué había firmado el documento acordando no jugar cartas: Gordon-Cumming declaró que "había perdido la cabeza ... en esa ocasión. Si no hubiera perdido la cabeza, no habría firmado ese documento". . El interrogatorio de Gordon-Cumming se ejecutó en el segundo día, luego de lo cual fue nuevamente examinado por Clarke; su tiempo en el estrado de testigos duró hasta la 1 p. m. The Illustrated London News consideró que "Gordon-Cumming fue un testigo admirable ... inclinarse fácilmente en el carril, su color gris-enguantada mano izquierda apoyada fácilmente a la derecha desnuda, perfectamente vestido, su tono ecuánime, firme, ni por encima ni prisas demasiado deliberado, genial, pero no demasiado genial ".
Gordon-Cumming fue reemplazado en el palco de los testigos por el príncipe. Examinado por Clarke, declaró que no había visto ningún engaño y que ignoraba las acusaciones hasta que Coventry y Williams le informaron. Después de 20 minutos de preguntas tanto de Clarke como de Russell, el príncipe pudo partir libremente. Como el príncipe salía del banquillo de los testigos, un miembro del jurado puso dos preguntas a Eduardo: si el heredero había visto algo de las supuestas malas prácticas de la demandante, y su opinión de los cargos contra Sir William Gordon-Cumming. A la primera pregunta, el príncipe respondió que no, aunque explicó que "no es habitual que un banquero vea algo en las cartas"; a la segunda, afirmó que "los cargos parecían ser tan unánimes que era el curso correcto -no había otro curso para mí- que creer en ellos". En comparación con la actuación de Gordon-Cumming en el estrado de los testigos, Edward no causó una gran impresión; el reportero de The New York Times dio cuenta "que el heredero era decididamente inquieto, que ha ido cambiando su posición, y que no parecía capaz de mantener sus manos todavía ... A excepción de los que están cerca de él, sólo dos o tres de sus respuestas fueron bastante audibles en toda la sala del tribunal ". El Daily News estuvo de acuerdo y afirmó que la impresión que se obtenía del desempeño del príncipe era desfavorable.
La corte se suspendió para el almuerzo después del examen de Eduardo, y después del descanso Clarke llamó a su último testigo, Williams. Bajo el cuestionamiento de Clarke, Williams confirmó que no había visto ninguna acción de Gordon-Cumming que considerara injusta. Después de que Clarke terminó de interrogar a Williams, Asquith interrogó al soldado por el resto de la sesión; después de un breve reexamen por parte de Clarke, el día -y el caso del demandante- llegó a su fin. El tercer día comenzó con el discurso de apertura para los acusados, después de lo cual Stanley Wilson subió al estrado durante el resto del día y hasta el cuarto día. Examinado por Asquith, Stanley relató haber visto a Gordon-Cumming agregar contadores ilícitamente a su estaca dos veces en la primera noche y al menos dos en la segunda noche, aunque no podía recordar todos los detalles. Cuando fue interrogado por Clarke, no fue golpeado por las preguntas del abogado, aunque Clarke lo hizo parecer "impetuoso, engreído e inexperto". Stanley fue reemplazado en el estrado de los testigos por Levett; The Morning Advertiser consideró que Levett "se sintió algo incómodo" al aparecer contra Gordon-Cumming, e informó que había "descrito su posición como 'incómoda'". A pesar de su incomodidad, Levett confirmó que la primera noche había visto a Gordon-Cumming agregar fichas después de que la mano había terminado pero antes de que la estaca hubiera sido pagada. No estaba seguro de otros detalles de la jugada de la tarde y no había visto nada en la segunda noche.
Edward Lycett Green, fue descrito por Havers, Grayson y Shankland como "la fuerza emocional detrás de las acusaciones", fue el siguiente en la lista de testigos. Aunque Lycett Green no había jugado la primera noche, Clarke lo consideró un testigo potencialmente peligroso que era capaz de dar pruebas vitales. Lycett Green declaró que había visto a Gordon-Cumming empujar dos veces fichas sobre la línea de tiza cuando no debería haberlo hecho; había considerado acusar a Gordon-Cumming en ese momento, pero decidió no hacerlo porque "no le gustaba hacer una escena antes que las damas". En los puntos del examen de Asquith, Lycett Green contradijo el curso de los acontecimientos descritos por Stanley Wilson -que Levett también había hecho- y sobre un punto relacionado con una pregunta que el príncipe le hizo a Levett; su respuesta fue "muy sospechoso". Havers, Grayson y Shankland más tarde escribieron que "es notable que él, el primer motor en el asunto, parecía incapaz de decir algo sin calificarlo con un poco de observación, tales como, 'No recuerdo exactamente' ... La cobertura por el acusador principal ciertamente debilita el caso de los acusados ". También pensaron que "[h] es la negativa a recordar algo que era obviamente una patraña, una política deliberada".
Lycett Green fue seguida por su esposa en el estrado de los testigos, y su testimonio se ejecutó al día siguiente. Al ser interrogada, confirmó que rara vez había jugado bacará antes; aunque no había visto nada inconveniente la primera noche, aceptó la versión de segunda mano de los hechos de su marido como la verdad, pero no estuvo de acuerdo con que, como resultado, hubiera estado observando a Gordon-Cumming. Aunque "dio la parte más importante de sus pruebas con claridad y convicción", y había impresionado al público y la prensa, según Havers, Grayson y Shankland, proporcionó una serie diferente de eventos a los delineados por otros testigos, aunque afirmó que creía haber visto a Gordon-Cumming agregar ilícitamente a su estaca.
Después de que la Sra. Lycett Green terminó su testimonio en el quinto día, la Sra. Wilson tomó su lugar. En el examen de Russell, la Sra. Wilson declaró que creía ver a Gordon-Cumming hacer trampa dos veces al agregar contadores adicionales a su estaca. Cuando Clarke la interrogó, preguntó si alguien había colocado una apuesta de £ 15. La Sra. Wilson declaró que solo su esposo había puesto esa cantidad, pero Wilson no había jugado ninguna de las noches ya que no le gustaba tanto el juego como los juegos de azar de alto riesgo. Havers, Grayson y Shankland lo consideran "bastante impactante en realidad, considerando que ella había jurado decir la verdad, ... encontrarla saliendo con esto ... mentir, aparentemente, con la total seguridad de que los otros miembros de su familia lo habían demostrado ".

El testigo final llamado para la defensa fue Coventry. Era uno de los miembros no participantes del partido que no había presenciado ningún engaño, entendía poco sobre el juego y, como no soldado, no sabía nada del Artículo 41 del Reglamento de la Reina. Cuando fue interrogado por Clarke, Coventry confirmó que, por lo que él sabía, los testigos habían decidido ver la obra de Gordon-Cumming en la segunda noche, a pesar de sus afirmaciones de lo contrario.
Cuando la defensa terminó, el Daily Chronicle consideró "las dudas obvias que mancharon las acusaciones de los acusados ... ellos y los lacayos del Príncipe se contradijeron mutuamente en puntos materiales". El resumen de Russell para la defensa tomó el resto del día y la corte se suspendió hasta el lunes siguiente, cuando Rusell continuó se refirió a posibles trece actos de fraude que los acusados supuestamente habían visto, y que "tenemos cinco personas que creen que hizo trampa, jurando inequívocamente que lo vieron engañar y diciéndole cómo lo vieron engañar".

Una vez que Russell terminó su discurso para los acusados, Clarke dio su respuesta, que el Daily Chronicle consideró como "un esfuerzo muy brillante, poderoso, astuto y valiente". Clarke señaló las muchas imprecisiones en la declaración escrita preparada por Coventry y Williams, y en los recuerdos de todos los interesados. Continuó señalando que hubo celebraciones en las carreras -el caballo del príncipe había ganado el primer día, y el St Leger se había ejecutado en el segundo- combinado con la hospitalidad completa de los Wilson para tener en cuenta: de acuerdo con el tribunal reportero de The Times, Clarke "aludió a las abundantes hospitalidades de Tranby Croft, sin la menor idea de sugerir embriaguez, pero indicando que los invitados podrían no estar en un estado de observación precisa". También llamó la atención del jurado sobre las lagunas en los recuerdos de los acusados, donde fueron tan precisos sobre algunas de sus observaciones, pero no pudo recordar otros detalles clave. Clarke ridiculizó a algunas de las partes involucradas, refiriéndose a Lycett Green como "un Maestro de Sabuesos que caza cuatro días a la semana", mientras que Stanley Wilson era un derroche consentido de una familia rica que carecía de iniciativa y manejo. Sobre todo, indicó Clarke, los acusados -con la excepción de Stanley Wilson- vieron lo que les habían dicho que esperaran: "el ojo vio lo que esperaba o quería ver ... solo había un testigo que vio a Sir William Gordon- Cumming hacer trampa, joven señor Stanley Wilson. A los demás les dijeron que había habido trampa y esperaban verlo ". Al final de su respuesta, el discurso de Clarke fue recibido con aplausos entre los que estaban en las galerías. El abogado británico Heber Hart más tarde escribió que el discurso de Clarke fue "probablemente el ejemplo más conspicuo del coraje moral y la independencia del Colegio de Abogados que ha ocurrido en los tiempos modernos", mientras que Clarke lo consideró como "uno de los mejores discursos que he hecho".
| Coleridge ejerció todo su ingenio para influir en el jurado contra Gordon-Cumming, respondiendo y minimizando el caso de Clarke punto por punto, y haciéndose eco de las palabras de Russell en una forma más leve pero más mortal exactamente como si él también estuviera trabajando con la del señor George Lewis ... es el deber del juez no inclinarse hacia ninguno de los lados: debe permanecer en pie, mantener el equilibrio, y presentar el caso equitativamente para el jurado. Coleridge ciertamente no lo hizo.—Havers, Grayson y Shankland |

El día siguiente, 9 de junio, Coleridge comenzó su resumen de cuatro horas. Su resumen fue una respuesta a la de Clarke, y él pasó punto por punto para desacreditar el discurso del procurador general, aunque en algunos lugares su descripción "era directamente contraria a la evidencia". Tomes relata que "muchos opinaron que el resumen del juez había sido inaceptablemente parcial"; Havers, Grayson y Shankland llaman al discurso de Coleridge "parcial", mientras que The National Observer lo consideró "una violación melancólica y flagrante de las mejores tradiciones del banquillo inglés". Algunas secciones de la prensa, sin embargo, fueron más comprensivas; El Pall Mall Gazette pensó que el resumen sería justificado, mientras que The Daily Telegraph pensó que el resumen de Coleridge había sido "noblemente comprensivo y elocuente ... cumplió su deber a la perfección, mostrando nada más que el deseo imparcial de la verdad".
El jurado deliberó por solo 13 minutos antes de encontrar a favor de los acusados; su decisión fue recibida por un prolongado siseo de algunos miembros de las galerías. Según el historiador Christopher Hibbert, "las manifestaciones en la corte fueron un fiel reflejo de los sentimientos de la gente de afuera". El historiador Philip Magnus-Allcroft escribió más tarde que "una tormenta de objeción quebró la cabeza del Príncipe de Gales. Sería difícil exagerar la momentánea impopularidad del Príncipe", y fue abucheado en Ascot ese mes.

## Secuelas

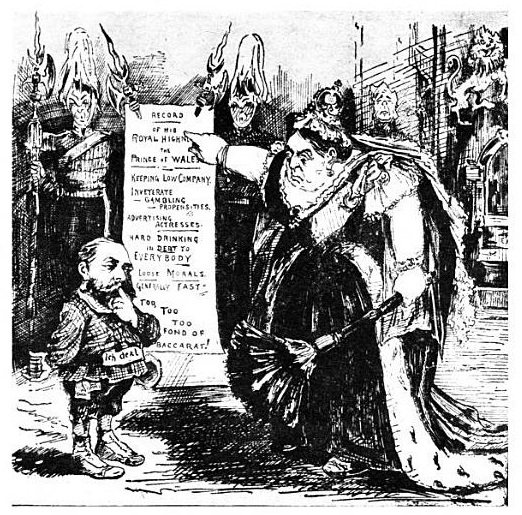
L'enfant terrible: Victoria le enseña al príncipe la lista de sus delitos menores; una caricatura de Puck, junio de 1891.

Gordon-Cumming fue despedido del ejército el 10 de junio de 1891, un día después de que se cerrara el caso, y renunció a su condición de miembro de sus cuatro clubes londinenses: Carlton, Guards ', Marlborough y Turf. Aunque ofreció romper su compromiso por segunda vez, se casó con su prometida estadounidense el mismo día; ella estuvo a su lado durante todo el escándalo y la pareja tuvo cinco hijos juntos. Se retiró a su propiedad escocesa y su propiedad en Dawlish, Devon. Nunca volvió a entrar en la sociedad y el príncipe "no quiso conocer a nadie que de ahora en adelante reconociera al barón escocés". El líder de The Times declaró que "está condenado por el veredicto del jurado a la extinción social. Su brillante récord se aniquila y debe, por así decirlo, volver a la vida. Tal es la regla social inexorable ... Él ha cometido una ofensa mortal. La sociedad no puede conocerlo más ". Ninguno de los amigos cercanos de Gordon-Cumming volvió a hablar con él, aunque algunos cedieron después de la muerte de Edward en 1910; Gordon-Cumming permaneció amargado por los hechos hasta su muerte en 1930. Clarke mantuvo su fe en su cliente y, en sus memorias de 1918, escribió que "creo que el veredicto fue incorrecto, y que Sir William Gordon-Cumming era inocente".
Después del juicio, el príncipe cambió su conducta hasta cierto punto, y aunque continuó apostando, lo hizo de una manera más discreta; dejó de jugar bacará por completo, y comenzó a jugar al whist. Mientras que él era impopular al final del caso, Ridley considera que el asunto "probablemente hizo poco daño al príncipe"; Havers, Grayson y Shankland están de acuerdo, y escriben que en 1896, cuando el caballo Persimmon del príncipe ganó el Derby de Epsom, el príncipe "nunca había sido tan popular". Mateo observa que fue solo cuando uno de los propios confidentes del príncipe lo llevó ante los tribunales que los periódicos lo harían "enojar seriamente" ... los británicos en la década de 1890 no tenían ningún deseo general de ver a su futuro monarca fracasar ".
El escándalo y el caso judicial han sido objeto de publicaciones fácticas y ficticias. La mayoría de las biografías de Eduardo VII contienen algunos detalles del escándalo, pero el primer libro que lo cubrió en detalle no apareció hasta 1932. Este fue The Baccarat Case de Teignmouth Shore, publicado en la serie Notable British Trials e incorpora una transcripción completa del caso. En 1977, Havers, Grayson y Shankland escribieron The Royal Baccarat Scandal, que posteriormente fue dramatizado en una obra de teatro del mismo nombre por Royce Ryton; la obra se produjo por primera vez en el Chichester Festival Theatre. El trabajo de Ryton también se transmitió en diciembre de 1991 como un drama de dos horas en BBC Radio 4. En 2000 George MacDonald Fraser colocó su antihéroe ficticio, Harry Flashman, en el escándalo en el cuento "The Subtleties of Baccarat", uno de los tres historias en Flashman y el Tigre.